# Partido Socialista de Albania
El Partido Socialista de Albania (en albanés: Partia Socialiste e Shqipërisë) es un partido político albanés socialdemócrata, uno de los principales del país y que gobernó entre 1997 y 2005, y desde 2013 hasta la actualidad. Es la fuerza heredera del Partido del Trabajo de Albania, que fue fundado el 8 de noviembre de 1941 y más tarde pasó a ser conocido como el Partido del Trabajo de Albania (Partia e Punës e Shqipërisë). Después de la caída del comunismo en Albania en 1992, el Partido del Trabajo de Albania se rebautizó como el Partido Socialista de Albania en un esfuerzo por adaptarse al nuevo panorama político. Esta es la razón por la que se afirma que el Partido Socialista fue fundado el 13 de junio de 1991.
Aunque oficialmente se define como socialista, el partido aplica una política económica más liberal que la de los gobiernos del Partido Democrático de Albania.

## Historia
El partido surgió tras la caída del comunismo en Albania, que había dominado la política albanesa desde el final de la Segunda Guerra Mundial. La disolución de la República Popular Socialista provocó una reevaluación de las ideologías políticas y una búsqueda de gobernanza democrática, allanando el camino para el surgimiento de múltiples entidades políticas. Las raíces del Partido Socialista se remontan al Partido del Trabajo de Albania bajo su fundador Enver Hoxha, que había sido el partido gobernante durante más de cuatro décadas. El sucesor de Hoxha, Ramiz Alia, se vio obligado a introducir reformas limitadas a finales de la década de 1980. El 11 de diciembre de 1990, Alia anunció que el PPSh había renunciado a su monopolio del poder. El PPSh ganó las elecciones a la Asamblea Constitucional de Albania en 1991, las primeras elecciones libres celebradas en el país en casi 80 años. Para entonces, ya no era un partido marxista-leninista. En un congreso extraordinario celebrado entre el 10 y el 13 de junio de 1991, el PPSh votó a favor de cambiar su nombre por el de PS en un esfuerzo por adaptarse para sobrevivir en el nuevo sistema. 
Albania se sumió en una casi guerra civil en 1997, provocada por el colapso de la economía. Los enfrentamientos enfrentaron a los activistas del Partido Socialista y del Partido Democrático de Albania (PDS) y causaron la muerte de al menos 2.000 personas.
Bajo el liderazgo de Fatos Nano venció en las elecciones de 1997 y repitió su victoria en 2001. El partido fue derrotado en las elecciones de 2005.
A partir del 9 de octubre de 2005 fue designado Edi Rama como líder del PS, alcalde de Tirana desde el año 2000, el cual había sido reelegido en ese cargo en 2004 y volvió a serlo en 2007. Rama se convirtió en primer ministro de Albania en septiembre de 2013, volviendo los socialistas a la dirección del país balcánico.
En el Congreso SPL de 1991 se decidió renombrar el partido de Enver Hoxha como Partido Socialista de Albania. El Partido Socialista permaneció en oposición desde 1992 hasta 1997. En las elecciones de 1992, el SPA logró obtener el 25,7% de los votos contra el 56,2% que había recibido solo un año antes, mientras que el DPA recibió el 62,1%, recibiendo 92 de los 140 escaños en el Parlamento. En las elecciones de 1996, el SPA perdió terreno, recibiendo solo el 20.4% traducido a diez escaños en el parlamento, mientras que el DP ganó 122 escaños. El SPA acusó al entonces gobernante Berisha de manipular las elecciones porque el recuento de votos no fue realizado por una comisión central sino por las comisiones de los colegios electorales. En 1997 el gobierno de Aleksandër Meksi se vio obligado a renunciar y anunciar elecciones anticipadas. Las protestas y el descontento por Berisha llevaron al poder al partido socialista.
Después de las elecciones anticipadas en 1997, el SPA logró obtener 52.7% o 101 escaños en el parlamento. El líder socialista Fatos Nano fue elegido primer ministro. Incluso en las elecciones de 2001, los socialistas se reconfirmarían en la mayoría, pero con un porcentaje menor que en las elecciones anteriores, 41.5%. Junto con el Partido Socialdemócrata y la Alianza Democrática, tendrían 73 diputados de 140.
En 2004, el Partido Socialista se dividiría con un grupo dentro de él que creó el Movimiento Socialista por la Integración. Esto llevó a la derrota de las elecciones de 2005 , donde el poder se trasladó a la derecha central después de ocho años. Fatos Nano renunció al cargo de alcalde de SPA y fue reemplazado por Edi Rama, quien también es el alcalde de la capital.
En las elecciones de 2009, la coalición Unión para el Cambio liderada por el Partido Socialista de Edi Rama obtuvo 64 escaños, 6 escaños menos que la coalición liderada por el Partido Demócrata Alianza para el Cambio, que obtuvo 70 escaños. La coalición de la Alianza Socialista para la Integración obtuvo 4 escaños. Pocos días después de las elecciones, el presidente del SPA declaró que las elecciones fueron justas. Estas elecciones, así como las anteriores, fueron monitoreadas por muchos observadores internacionales de la OSCE. Después de que se obtuvieron los resultados, el líder del SPA, a diferencia de declaraciones anteriores, declaró que las elecciones habían sido manipuladas, aunque sus resultados habían sido firmados por los comisionados de su partido. Los observadores internacionales declararon las elecciones de 2009 como las mejores celebradas en Albania.
Algunos de los líderes del SPA instaron a Rama a aceptar la derrota y renunciar al igual que su predecesor, Fatos Nano. Aunque perdió las elecciones, Edi Rama volvió a postularse para el SPA y fue elegido líder de este partido para su segundo mandato con más del 99% de los votos. Estas elecciones fueron criticadas por algunos líderes del SPA como elecciones formales predeterminadas.

## Presidentes del partido
| Nombre     | Fotografía | Inicio                | Fin                   | Otros cargos |
| ---------- | ---------- | --------------------- | --------------------- | --- |
| Fatos Nano |            | 13 de junio de 1991   | 10 de octubre de 2005 | Primer ministro de Albania (febrero-junio de 1991; 1997-1998; 2002-2005) |
| Edi Rama   |            | 10 de octubre de 2005 | presente              | Primer ministro de Albania (2013-presente) Ministro de Relaciones Exteriores (2019-2020) Alcalde de Tirana (2000-2011) Ministro de Cultura, Juventud y Deportes (1998-2000) |

## Resultados electorales

### Parlamento de Albania
| Elección | Líder      | Votos        | %     | Resultados | +/-         | Gobierno  |
| -------- | ---------- | ------------ | ----- | ---------- | ----------- | --------- |
| 1992     | Fatos Nano | 433.602 (#2) | 23,74 | 38/140     | 131a        | Oposición |
| 1996     | Fatos Nano | 335.402 (#2) | 22,22 | 10/140     | 28          | Oposición |
| 1997     | Fatos Nano | 413.369 (#1) | 37,71 | 101/155    | 91          | Gobierno  |
| 2001     | Fatos Nano | 555.272 (#1) | 43,02 | 73/140     | 28          | Gobierno  |
| 2005     | Fatos Nano | 538.906 (#2) | 39,40 | 42/140     | 31          | Oposición |
| 2009b    | Edi Rama   | 620.586 (#1) | 40,85 | 65/140     | 23          | Oposición |
| 2013c    | Edi Rama   | 713.407 (#1) | 41,36 | 65/140     | Sin cambios | Gobierno  |
| 2017     | Edi Rama   | 764.750 (#1) | 48,33 | 74/140     | 9           | Gobierno  |
| 2021     | Edi Rama   | 768.177 (#1) | 48,68 | 74/140     | Sin cambios | Gobierno  |
| 2025     | Edi Rama   | 856.177      | 53.30 | 83/140     | 9           | Gobierno  |

a Respecto al resultado del Partido del Trabajo de Albania en 1991.
b Dentro de la coalición Unidad por el Cambio.
c Dentro de la coalición Alianza por una Albania Europea.